# Bundesverband Frauenberatungsstellen und Frauennotrufe – Frauen gegen Gewalt (bff)
Der Bundesverband Frauenberatungsstellen und Frauennotrufe – Frauen gegen Gewalt (bff) ist ein Dachverband für Frauenberatungsstellen und Frauennotrufe in Deutschland. Ihm gehören 160 Organisationen an, die ambulante Beratung und Hilfestellung für weibliche Opfer von Gewalt anbieten. Der Dachverband betreibt Öffentlichkeitsarbeit und initiiert Aktionen, führt Seminare und Tagungen durch, und entwickelt Informationsmaterialien zum Thema Gewalt gegen Frauen.

## Geschichte
Der Bundesverband Frauenberatungsstellen und Frauennotrufe – Frauen gegen Gewalt (bff) wurde im September 2004 als Zusammenschluss des Bundesverbandes autonomer Frauennotrufe (BaF e. V.) und des Bundesverbandes der Frauenberatungsstellen (BVF e. V.) gegründet.
Dem 2002 gegründeten Bundesverband autonomer Frauennotrufe (BAF e. V.) war die Bundesvernetzungsstelle der Notrufe unter der Trägerschaft des Frauennotrufs Kiel vorausgegangen, um die bundesweite Zusammenarbeit zu verbessern. Zuvor waren die meisten der etwa 120 Frauennotrufe bereits lokal mit anderen Einrichtungen in Gremien und Arbeitskreisen vernetzt. In einigen Bundesländern gab es Landesarbeitsgemeinschaften der Frauennotrufe. Außerdem fanden jährlich Bundesweite Notruftreffen statt. Von September 1999 bis August 2002 hatte das Bundesministerium für Familie, Senioren, Frauen und Jugend dessen Anschubfinanzierung übernommen. BAF e. V. wurde für weitere zwei Jahre bis 31. Oktober 2004 hauptsächlich durch dasselbe Bundesministerium finanziert.
Der Bundesverband der Frauenberatungsstellen (BVF e. V.) war im November 2003 gegründet worden. Es gehören ihm rund 200 Frauennotrufe und Frauenberatungsstellen aus 14 Bundesländern an (Stand: 2020, laut Website).
Seit dem Zusammenschluss der beiden Verbände im bff ruht die Arbeit dieser Vorgängerverbände BaF e. V. und BVF e. V., wird aber im bff fortgeführt.

## Ziele und Aufgaben
Der Verband engagiert sich gegen Gewalt gegen Frauen und deren Auswirkungen. Er arbeitet in den Feldern Vernetzung, Öffentlichkeitsarbeit, Fortbildungsarbeit, Gremientätigkeit und Qualitätsentwicklung und -sicherung. Außerdem vertritt er die Interessen seiner Mitgliedseinrichtungen. Diese bekämpfen Gewalt gegen Frauen in allen Formen (sexualisierte Gewalt, Gewalt durch (Ex-)Partner, psychische Gewalt, Stalking, körperliche Gewalt, strukturelle Gewalt, ökonomische Gewalt). Sie bieten Betroffenen psychosoziale Hilfestellung an und engagieren sich auch in der Gewalt-Prävention.
In Positionspapieren äußert der bff sich öffentlich zu aktuellen Debatten und Berichten, häufig geht es dabei um rechtliche Aspekte.
Der bff ist Mitglied des europaweiten Netzwerks Women Against Violence Europe (WAVE), zu dem 400 Nichtregierungsorganisationen gehören, die zum Thema Gewalt gegen Frauen und Mädchen arbeiten.
Im Fachausschuss II der Staatlichen Koordinierungsstelle für die Umsetzung der UN-Behindertenrechtskonvention befasst sich der bff mit dem Thema Schutz von Frauen und Mädchen mit Behinderung vor Gewalt.

## Organisationsstruktur
Das wichtigste Gremium des bff ist der Verbandsrat. Er setzt sich zusammen aus Vertreterinnen aus den einzelnen Bundesländern – in der Regel jeweils einer Vertreterin für die Frauennotrufe und einer Vertreterin für die Frauenberatungsstellen. Im Vorstand des Verbands sind immer mindestens zwei Frauen, die alle drei Jahre von der Mitgliederversammlung gewählt werden. In der Geschäftsstelle in Berlin arbeiten sieben Mitarbeiterinnen.

## Unterstützung
Die Fernsehköchin Sarah Wiener ist Schirmherrin des bff. Zusammen mit Hella von Sinnen beteiligte sie sich an der Plakatkampagne Der richtige Standpunkt gegen Gewalt. Weitere prominente Unterstützer sind neben anderen die Verlegerin Barbara Budrich, Bundesverfassungsrichterin Susanne Baer und der Schauspieler Martin Baden.